# Ataxocerithium gemmulatum
Ataxocerithium gemmulatum is een slakkensoort uit de familie van de Newtoniellidae. De wetenschappelijke naam van de soort is voor het eerst geldig gepubliceerd in 1957 door Woolacott.